# 敦賀警察署
敦賀警察署（つるがけいさつしょ）は、福井県警察が管轄する警察署の一つである。識別章所属表示はSM。明治14年までは、滋賀県警察の管轄であったが福井県に移管され現在に至る。

## 所在地
- 福井県敦賀市木崎第12号18番地1

## 管轄区域
- 敦賀市
- 三方郡美浜町
- 三方上中郡若狭町の一部（旧・三方郡三方町の区域）

## 沿革
- 1954年（昭和29年）7月：警察法改正により国家地方警察福井県本部から福井県警察に改組となる。
- 1997年（平成9年）3月：敦賀市神楽町二丁目（現在のアクアトム所在地）から現在地に庁舎を新築、移転。

## 交番
- 駅前交番（敦賀市白銀町）
- 神宮前交番（敦賀市元町） - 福井県警察本部生活安全部地域指導課敦賀分室（水上警察隊事務所）を併設
- 中郷交番（敦賀市道口）
- 粟野交番（敦賀市市野々町一丁目）
- 松原交番（敦賀市松原町）
- 美浜交番（美浜町河原市）
- 三方交番（若狭町三方）

## 駐在所
- 東浦駐在所（敦賀市大比田）
- 西浦駐在所（敦賀市縄間）
- 愛発駐在所（敦賀市疋田）
- 早瀬駐在所（美浜町早瀬）
- 美浜丹生駐在所（美浜町丹生）
- みかた西部駐在所（若狭町成出）
- 横渡駐在所（若狭町横渡）

## 検問所
- 疋田検問所（敦賀市疋田）